# 4. skupina
4. skupina periodické tabulky prvků obsahuje titan (Ti), zirkonium (Zr), hafnium (Hf) a rutherfordium (Rf). Skupina je také známá jako titanová skupina. Elektronová konfigurace valenční elektronové slupky je ns2 (n-1)d2.
Prvky skupiny jsou všechny stříbřitě lesklé kovy s vysokými teplotami tání a hexagonální mřížkovou strukturou. Při dostatečně vysokých teplotách tyto kovy tvoří přímé reakce s většinou nekovů. Přesto jsou v kompaktní formě odolné proti korozi, protože při přístupu vzduchu se tvoří stabilní oxidová vrstva. Tato oxidová vrstva také vede k odolnosti vůči mnoha kyselinám a zásadám.
První tři prvky se vyskytují přirozeně. Dříve bývaly považovány za vzácné, pravděpodobně kvůli obtížím při těžbě čistých kovů. Ve skutečnosti titan a zirkonium patří mezi pět nejběžnějších přechodných kovů. Rutherfordium je silně radioaktivní a bylo vyrobeno umělou syntézou. 
Prvky této skupiny nemají žádnou biologickou roli. Díky velmi nízké rozpustnosti ve vodě je jejich obsah v živých organismech velmi nízký a nepatří tak mezi biogenní prvky.

## Vlastnosti
- Všechny prvky této skupiny patří mezi přechodné kovy.
- Jsou elektropozitivní a vytvářejí sloučeniny v maximálním oxidačním čísle +IV.
- Titan v některých sloučeninách dosahuje dokonce záporného oxidačního čísla.
- Zirkonium a hafnium mají velmi podobné chemické vlastnosti. Jsou elektropozitivní a obtížně se rozpouštějí v kyselinách, neboť dochází k pasivaci jejich povrchu.

| Název    | Titan              | Zirkonium        | Hafnium          | Rutherfordium |
| -------- | ------------------ | ---------------- | ---------------- | ------------- |
| Bod tání | 1941 K (1668 °C)   | 2130 K (1857 °C) | 2506 K (2233 °C) | ?             |
| Bod varu | 3560 K (3287 °C)   | 4682 K (4409 °C) | 4876 K (4603 °C) | ?             |
| Hustota  | 4,507 g·cm−3       | 6,511 g·cm−3     | 13,310 g·cm−3    | ?             |
| Vzhled   | stříbřitá metalíza | stříbřitě bílá   | ocelově šedá     | ?             |

## Etymologie
- Titan - pojmenován ho po Titánech z řecké mytologie.
- Zirkonium -  pojmenováno po minerálu zirkonu, který byl znám jako drahokam již od starověku.
- Hafnium - pojmenováno podle latinského názvu pro Kodaň - Hafnia, domovské město jeho objevitele Nielse Bohra.
- Rutherfordium - pojmenováno po svém objeviteli Ernestu Rutherfordovi.

## Historie

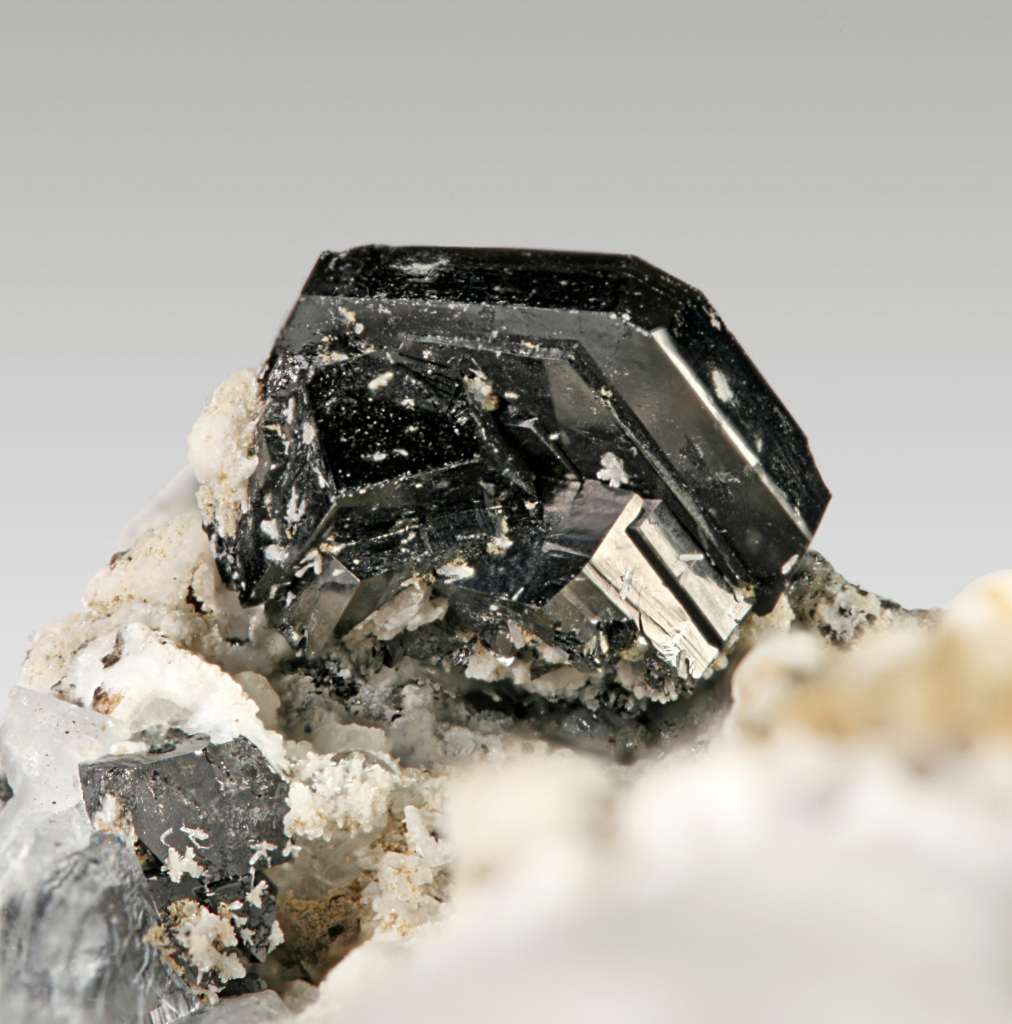
Ilmenit

- IlmenitTitan poprvé identifikoval mineralog William Gregor v roce 1791 v ilmenitovém písku v Cornwallu ve Velké Británii jako oxid neznámého kovu. Ve stejném roce mineralog Franz Joseph Muller vyrobil stejný oxid kovu, ale nedokázal ho identifikovat. V roce 1795 chemik Martin Heinrich Klaproth nezávisle objevil tento oxid neznámého kovu v rutilu. Identifikoval v něm nový prvek a pojmenoval ho po Titánech z řecké mytologie. V roce 1825 Jöns Jacob Berzelius byl první, kdo připravil zatím nečistý titanový kov.

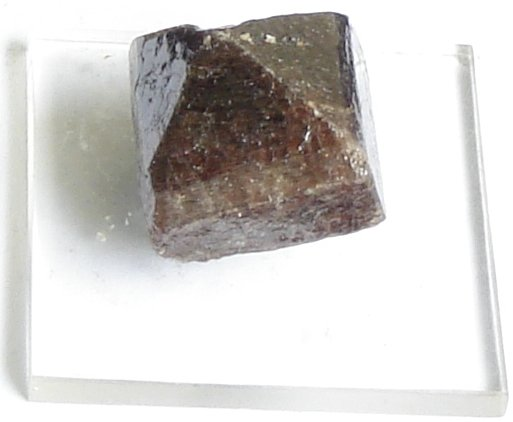
Zirkon

- ZirkonZirkonium je obsaženo v zirkonu, který byl znám jako drahokam již od starověku. Jako objevitel zirkonia je uváděn Martin Heinrich Klaproth. V roce 1789 jej získal rozkladem minerálu ze Srí Lanky (tehdejší Cejlon), ale nebyl jej schopen izolovat z jeho oxidu. V roce 1808 se anglický chemik Humphry Davy pokusil izolovat tento nový prvek elektrolýzou, přestože se mu to nepodařilo, dal mu jméno zirkonium podle minerálu zirkonu. První úspěšný pokus o izolaci elementárního zirkonia provedl roku 1824 chemik Jöns Jacob Berzelius. Jeho produkt však nebyl dokonale čistý. Až v roce 1914 bylo získáno skutečně čisté elementární zirkonium.
- Hafnium bylo předpovězeno na základě rentgenové spektroskopie provedené Henrym Moseleyem v roce 1914, která ukázala přímou závislost mezi spektrální čárou a jaderným nábojem. Pomocí této metody Moseley určil, že v periodické tabulce chybí prvek s atomovým číslem 72. Počátkem roku 1923 Niels Bohr a několik dalších vědců předpokládalo, že prvek by se měl podobat zirkoniu. Hafnium bylo pak objeveno v témže roce v Kodani v Dánsku. Prvek byl pojmenován podle latinského názvu pro Kodaň - Hafnia, domovské město Nielse Bohra.
- Rutherfordium se nevyskytuje přirozeně a bylo vytvořeno umělou syntézou. První hlášená syntéza byla provedena týmem ze Spojeného ústavu jaderných výzkumů v Dubně, (Joint Institute for Nuclear Research - JINR), který v roce 1964 vytvořil nový prvek bombardováním plutonia-242 ionty neonu-22. Přesvědčivější důkazy získali vědci z Kalifornské univerzity v Berkeley, kteří syntetizovali prvek 104 v roce 1969 bombardováním kalifornia-249 ionty uhlíku-12. Vypukl spor o objev a název prvku. Skupina z Dubna pojmenovala prvek kurchatovium po Igoru Kurčatovovi, zatímco skupina z Berkeley ho pojmenovala rutherfordium po Ernestu Rutherfordovi. Organizace IUPAC v roce 1997 oficiálně pojmenovala prvek rutherfordium podle amerického návrhu.

## Jednotlivé prvky

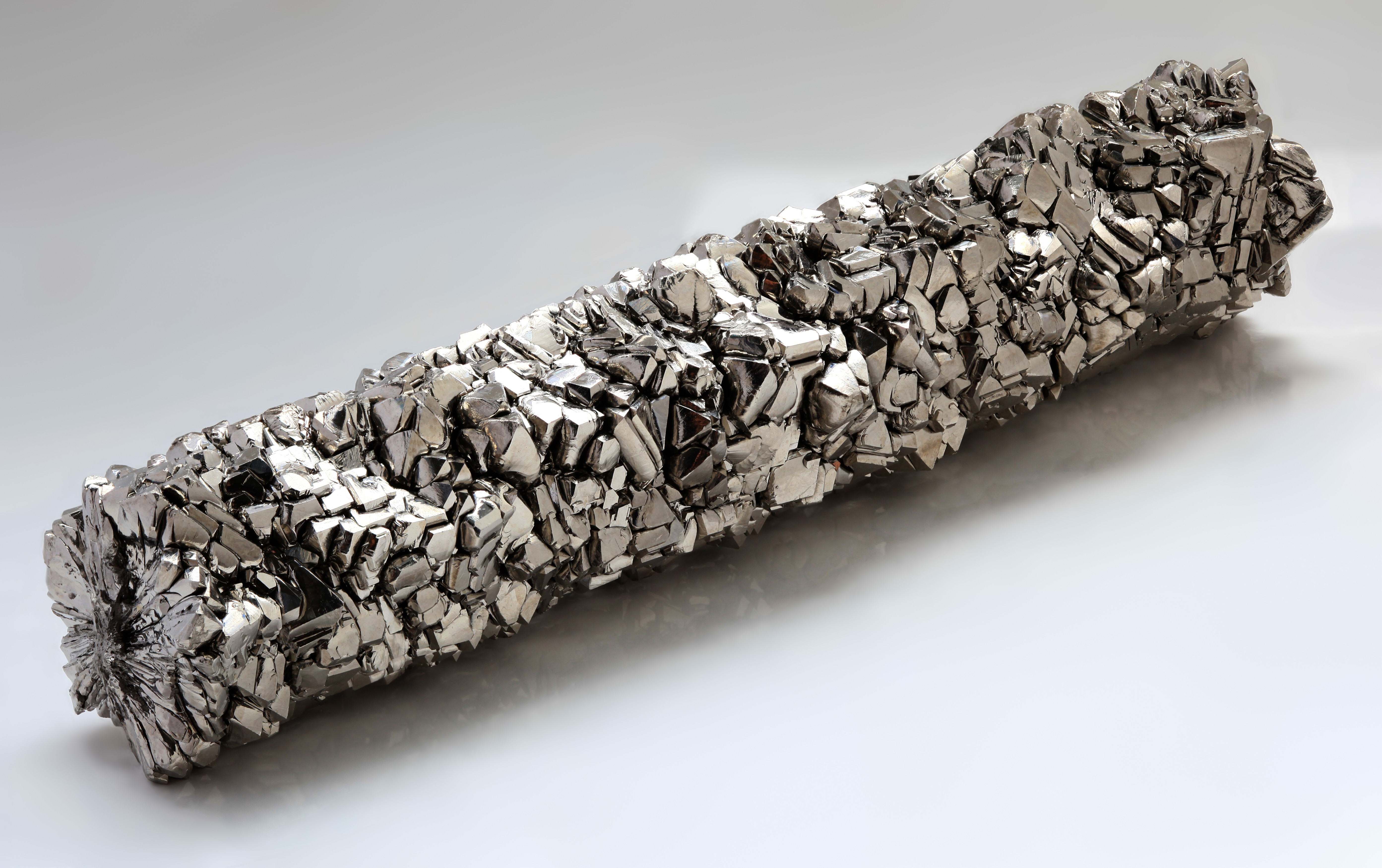
Titan

#### Titan
- Titan je lesklý kov a má kovově bílou barvu.
- Má nízkou hustotu a je poměrně tvárný (zejména v prostředí bez kyslíku).
- Jako kov má vysoký poměr pevnosti k hmotnosti.
- Díky relativně vysokému bodu tání se používá jako žáruvzdorný materiál.
- Je paramagnetický a má poměrně nízkou elektrickou a tepelnou vodivost ve srovnání s jinými kovy.
- Titan je supravodivý, pokud je ochlazen pod kritickou teplotu 0,49 K.

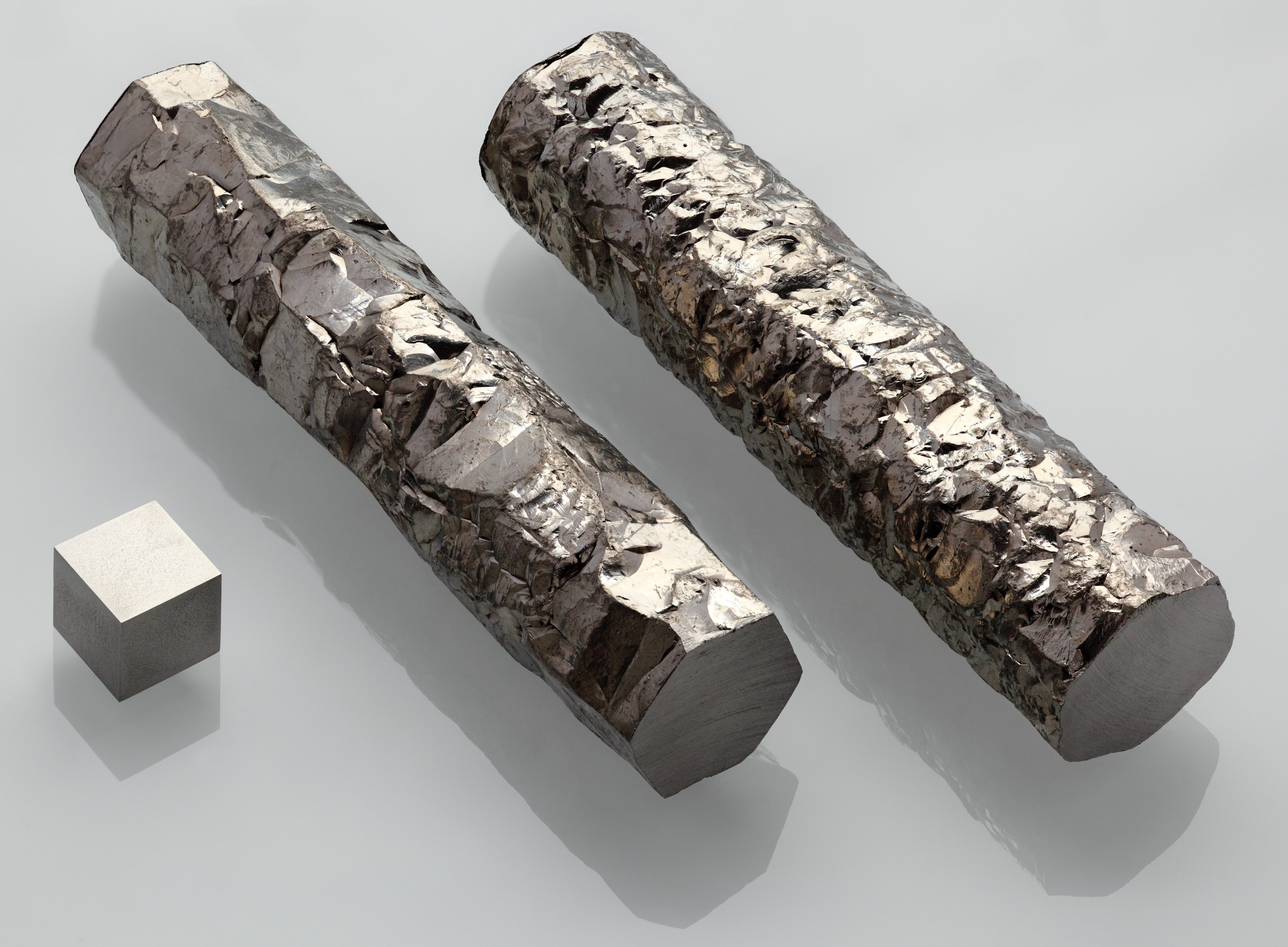
Zirkonium

#### Zirkonium
- Zirkonium je lesklý, šedavě bílý, měkký, tvárný a kujný kov.
- Je pevný při pokojové teplotě, při nižších čistotách je tvrdý a křehký.
- V práškové formě je zirkonium vysoce hořlavé, ale pevná forma je mnohem méně náchylná ke vznícení.
- Zirkonium je vysoce odolné vůči korozi zásadami, kyselinami, slanou vodou a dalšími látkami.  Rozpustí se však v kyselině chlorovodíkové a sírové, zejména pokud je přítomen fluor.
- Slitiny se zinkem jsou magnetické při teplotě menší než 35 K.

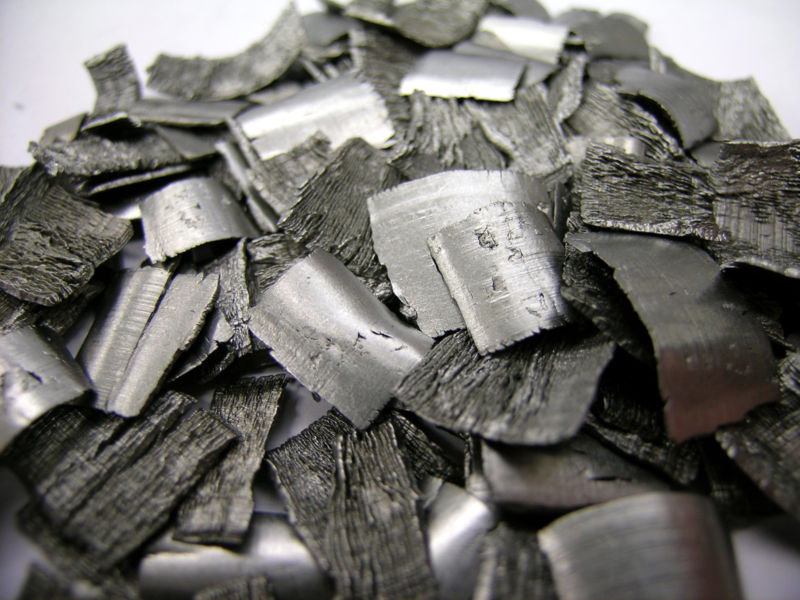
Hafnium

#### Hafnium
- Hafnium je lesklý, stříbřitý a tvárný kov,
- Je odolné proti korozi a chemicky podobné zirkoniu.
- Hafnium krystalizuje jako alfa forma (hexagonální mřížka) nebo beta forma (kubická mřížka), do které přechází při vysokých teplotách.
- Fyzikální vlastnosti hafnia jsou výrazně ovlivněny nečistotami zirkonia, protože tyto dva prvky kvůli vzájemné chemické podobnosti patří mezi nejobtížněji oddělitelné.

#### Rutherfordium
- Předpokládá se, že rutherfordium je za normálních podmínek pevná látka a má hexagonální krystalovou strukturu. Při vysokém tlaku se očekává, že přejde stejně jako hafnium do krychlové krystalové struktury.
- Předpokládá se, že je to kov o hustotě ~17 g/cm3.